# Utah Saints
Utah Saints es un dúo británico de música electrónica originario de la ciudad de Leeds. Integrado por Tim Garbutt (DJ) y Jez Willis, su estilo es una mezcla de rock y electro.

## Discografía

### Álbumes
- Utah Saints (1992)
- Two (2000)

### Sencillos
- «What Can You Do For Me» (1991)
- «Something Good» (1992)
- «Believe In Me» (1993)
- «I Want You» (1993)
- «I Still Think of You» (1994)
- «Ohio» (1995)
- «Love Song» (2000)
- «Funky Music» (2000)
- «Sick» (2002)
- «Something Good ’08» (2008)
- «What Can You Do For Me» (vs. Drumsound & Bassline Smith) (2012)
- «I Got 5 on It» (con Rory Lyons) (2013)